# Жуссіє
Жуссіє Феррейра Віейра (порт. Jussiê Ferreira Vieira, нар. 19 вересня 1983, Нова-Венесія), відоміший як просто Жуссіє, — бразильський футболіст, який виступав на позиції атакувального півзахисника.
Найбільш відомий виступами за французький  «Бордо», з яким він став чемпіоном Франції, дворазовим володарем Кубка французької ліги, дворазовим володарем Суперкубка Франції та володарем Кубка Інтертото. 

## Ігрова кар'єра
У дорослому футболі дебютував 2001 року виступами за команду клубу «Крузейру», в якій провів три сезони, взявши участь у 58 матчах чемпіонату. Частину 2003 року грав у Японії, де на умовах оренди захищав кольори команди клубу «Касіва Рейсол».
Привернув увагу представників тренерського штабу французького «Ланса», до складу якого приєднався 2005 року. Відіграв за команду з Ланса наступні два сезони своєї ігрової кар'єри. Більшість часу, проведеного у складі «Ланса», був основним гравцем команди.
До складу клубу «Бордо» приєднався 4 червня 2007 року після піврічної оренди в другому колі сезону 2006/07. За цей час виборов титул чемпіона Франції, двічі ставав володарем Суперкубка Франції. За винятком оренди з січня по червень 2013 до еміратського «Аль-Васла», бразилець провів дев'ять сезонів у Бордо, відігравши за клуб 250 матчів у всіх змаганнях і забивши 45 голів.
Влітку 2016 після низки травм коліна вирішив завершити професіональну кар'єру та розпочав працювати в бізнесі з експорту вина. У лютому 2017 спробував поновити кар'єру як аматор у клубі «Стад Бордле», але його контракт був відхилений федерацією, і Жуссіє так і не почав тренуватися з клубом.

## Титули і досягнення
- Чемпіон Франції (1):

«Бордо»: 2008-09
- Володар Кубка французької ліги (2):

«Бордо»: 2006-07, 2008-09
- Володар Суперкубка Франції (2):

«Бордо»: 2008, 2009
- Володар Кубка Інтертото (1):

«Ланс»: 2005